# Safo (fresco)
Safo es el nombre dado a un fresco encontrado en una casa de la Insula Occidentalis de Pompeya y conservado en el Museo Arqueológico Nacional de Nápoles.

## Historia
El fresco probablemente fue realizado entre los años 54 y 70: esta datación se puede deducir del tipo de peinado del personaje, tal como estaba de moda en la época neroniana. Fue descubierto en junio de 1760 , junto a otro pequeño cuadro, Joven con rollo de papiro, en una casa que se encontraba en la parte trasera de la granja Cuomo en la llamada Insula Occidentalis de las excavaciones de Pompeya: este tipo de fresco eran colocados en las salas de recepción como triclinios y tablinos. 
Separado de su ubicación original, fue expuesto primero en el Museo Ercolanese en el Palacio Real de Portici, luego trasladado al Museo Borbón, y más tarde al Museo Arqueológico Nacional de Nápoles, convirtiéndose en uno de los hallazgos pompeyanos más conocidos. 

## Descripción
Originalmente identificada como Safo . , en realidad es una muchacha de alto rango social, perteneciente a una familia rica, como lo denotan las joyas que porta, particularmente culta:  ni siquiera es un personaje real, pues este tipo de frescos fueron pintados para exaltar virtudes físicas y morales. 
En el cuarto estilo, el fresco tiene un fondo blanco en el que hay un medallón violeta en cuyo interior se encuentra el busto de la joven: tiene el pelo castaño recogido en una redecilla dorada, aunque algunos mechones rizados bajan hasta las orejas, que están adornadas con dos aretes de oro. Los ojos son grandes y de color marrón, rodeados de ojeras que sugerirían una edad más madura. Está vestida con una túnica verde sobre la cual lleva un manto morado. En su mano izquierda, en cuyo dedo anular lleva un anillo de oro, sostiene un tetrapticón, es decir, cuatro tablillas enceradas, mientras que en su mano derecha sujeta un estilete apoyado sobre sus labios fruncidos, gesto típico del momento que precede a la escritura. 